# Вязьма (Калузька область)
Вязьма (рос. Вязьма) — присілок в Сухиницькому районі Калузької області Російської Федерації.
Населення становить 12 осіб. Входить до складу муніципального утворення Село Шлипово.

## Історія
Від 2004 року входить до складу муніципального утворення Село Шлипово

## Населення
| 2002 | 2010 |
| ---- | ---- |
| 12   | →12  |